# Nicolas Prévost (football américain)
Pour les articles homonymes, voir Nicolas Prévost (homonymie) et Prévost.
Nicolas Prévost, né le 18 novembre 1980 à Vitry-sur-Seine, est un joueur français de football américain. Joueur professionnel en NFL Europe en 2005.

## Biographie
Nicolas Prévost découvre le football américain en 1997 au sein du club des Hauts-de-Seine, les Mousquetaires du Plessis-Robinson. Il joue pour les Mousquetaires pendant quatre ans. Il est sélectionné pour la première fois en équipe de France sénior lors de la saison 2000, lors du championnat d’Europe.
Il effectue ses études à l'Université de Picardie Jules Verne (UPJV) et s'inscrit au pôle espoir d'Amiens, il rejoint aussi le club des Spartiates d'Amiens. Il est retenu en équipe de France pour la coupe du monde 2003. Il remporte avec les Spartiates le Casque de Diamant X en 2004 contre les Argonautes d'Aix-en-Provence. Très actif pendant la finale, il réalise une interception lors du premier drive des Argonautes, puis lors du quatrième quart-temps il intercepte la balle et remonte le terrain sur 40 yards pour inscrire le cinquième touchdown d'Amiens.
Fin 2004, il s'envole pour Tampa Bay et le camp d'entrainement de la NFL Europe. Il effectue un bon camp et se voie proposer un contrat comme joueur national par le Berlin Thunder. Il évolue dans un premier temps avec l'escouade spéciale. Il réalise 2 placages lors de la 2e journée contre les Hambourg Sea Devils, dont un placage décisivif en fin de match lors de l'engagement. Il renouvelle sa prestation lors de la 3e journée contre les Amsterdam Admirals. Pour la 5e journée, encore contre les Amsterdam Admirals, il réalise son premier placage avec la défense (placage assisté), plus un placage avec l'escouade spéciale. Il réussit un nouveau placage lors de la 8e journée face aux Hamburg Sea Devils, puis dévie une passe lors de la 10e journée face aux Centurions de Cologne. Enfin il participe à la finale contre les Amsterdam Admirals.
Lors de l'été 2005, il participe avec la France aux Jeux Mondiaux de Duisbourg. Après une année passée en championnat professionnel, il retrouve le championnat de France avec les Spartiates. Dès 2006, il prend plus de responsabilité au sein de l’équipe picarde, en devenant coordinateur défensif. Il réalise 60 placages (24 seuls et 36assistés) et un sack lors de la saison 2006.
En 2007, il est toujours coordinateur défensif des Spartiates. Il ne joue pas beaucoup de match lors de cette saison, réussissant 5 placages (2 seuls et 3 assistés), 2 sacks et 1 fumble provoqué. Il est sélectionné en équipe de France pour la coupe du monde 2007.
En 2008, il occupe encore le poste de coordinateur défensif. En plus de jouer en défense, il contribue à l’attaque avec quatre réceptions pour 35 yards de progression et 1 touchdown. En défense il réussit 27 placages (17 seuls et 10 assistés) et un sack.
Lors de la saison 2009, il joue moins et se concentre sur son rôle d’entraineur (toujours comme coordinateur défensif coordinateur défensif), il effectue tout de même 4 placages (1 seul et 3 assistés). Durant l'été il accompagne, en tant que coordinateur défensif, l'équipe de France junior à la coupe du monde qui se déroule aux États-Unis.
En 2010, il prend la fonction d'entraineur au côté de Perez Mattison arrivé des Templiers d'Élancourt. Avec les Spartiates, il remporte son deuxième Casque de Diamant. En juillet il participe avec l'équipe de France au championnat d'Europe, où la France termine deuxième derrière l'Allemagne.
Depuis septembre 2014,il est joueur aux Météores de Fontenay-Sous-Bois et entraine l'équipe U19 en tant que Head Coach

## Statistiques NFL Europa
Ne prend en compte que les statistiques en escouade défensive.
| Année  |       | Placages | Placages | Placages | Sack | Fumbles |
| Année  | Total | Seul     | Assisté  |          | Sack | Fumbles |
| ------ | ----- | -------- | -------- | -------- | ---- | ------- |
| 2005   | 1     | 0        | 1        | 0        | 0    |         |
| Totaux | 1     | 0        | 1        | 0        | 0    |         |

## Palmarès
Compétition, trophée (nombre de trophées remportés dans la compétition).

### Trophées amateurs
- Championnat de France Élite, Casque de Diamant (2) : 2004, 2010,2012
- Championnat d'Europe, médaille d'argent (1) : 2010